# Chudčice
Chudčice község Csehországban, Brno-vidéki járásban. Chudčice Brno, Sentice, Veverská Bítýška, Čebín és Moravské Knínice településekkel határos. Lakosainak száma 1032 fő (2024. január 1.).

## Népesség
A település lakosságának változását az alábbi diagram mutatja:
| Lakosok száma | 427  | 531  | 671  | 819  | 725  | 657  | 938  | 954  | 1005 | 1032 |
|               | 1869 | 1890 | 1921 | 1950 | 1980 | 2001 | 2017 | 2019 | 2022 | 2024 |